# Carl-Olof Nylén

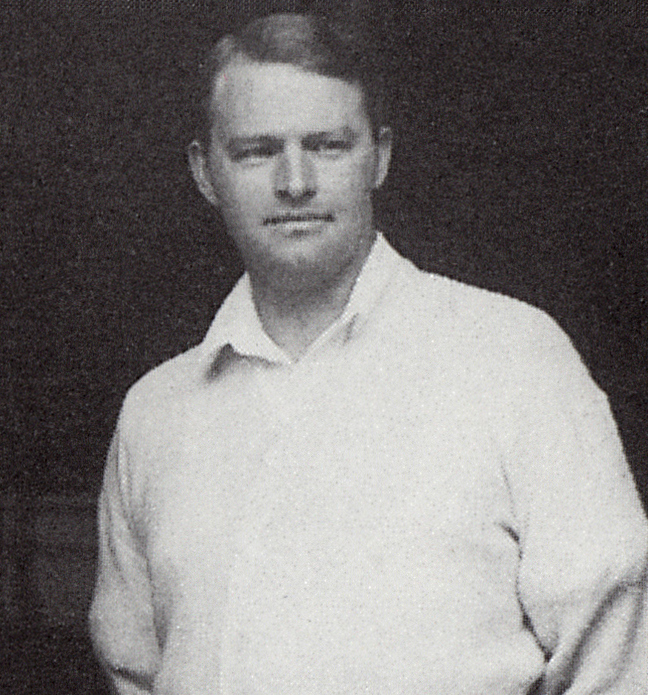
Nylén in den 1910er-Jahren

Carl-Olof Nylén, eigentlich Carl-Olof Siggeson Nylén, genannt „Olle“ (* 30. Juni 1892 in Uppsala; † 2. Oktober 1978 in Stocksund), war ein schwedischer HNO-Arzt und Tennisspieler.

## Leben und Wirken
Bereits während seines Medizinstudiums verzeichnete Nylén erste Erfolge im Tennissport. Bei den Olympischen Spielen 1912 in Stockholm ging er bei vier Wettbewerben an den Start. Zusammen mit Charles Wennergren startete er im Herrendoppel, wo sie das Viertelfinale erreichten. Im gemischten Doppel spielte er mit Edith Arnheim und verlor zum Auftakt, genauso wie die beiden Konkurrenzen im Doppel und Mixed-Doppel in der Halle verliefen. 1915 bis 1917 und 1925 gewann Nylén die Schwedischen Tennismeisterschaften im Doppel. Im Einzel war er 1916 in der Halle und auf Freiplatz schwedischer Meister. 1917 wurde er als bester schwedischer Spieler notiert.
Von 1935 bis 1958 wirkte er als Otologe an der Universität Uppsala. Er benutzte als erster Arzt ein monokulares Mikroskop (monokulares Sehen) während einer Operation und gilt daher auch als der „Vater“ der Mikrochirurgie.